# Aeropuerto de Rovaniemi
El Aeropuerto de Rovaniemi (en finés: Rovaniemen lentoasema) (IATA: RVN, OACI: EFRO) es el tercer mayor aeropuerto de Finlandia por número de pasajeros anuales, y se encuentra a diez kilómetros al norte de la ciudad de Rovaniemi en la provincia finlandesa de Laponia. El Círculo polar ártico, que se mueve lentamente al sur, cruza la pista principal (03/21) cerca del final norte. El Pueblo de Santa Claus y Santapark están a unos 2–3 kilómetros.

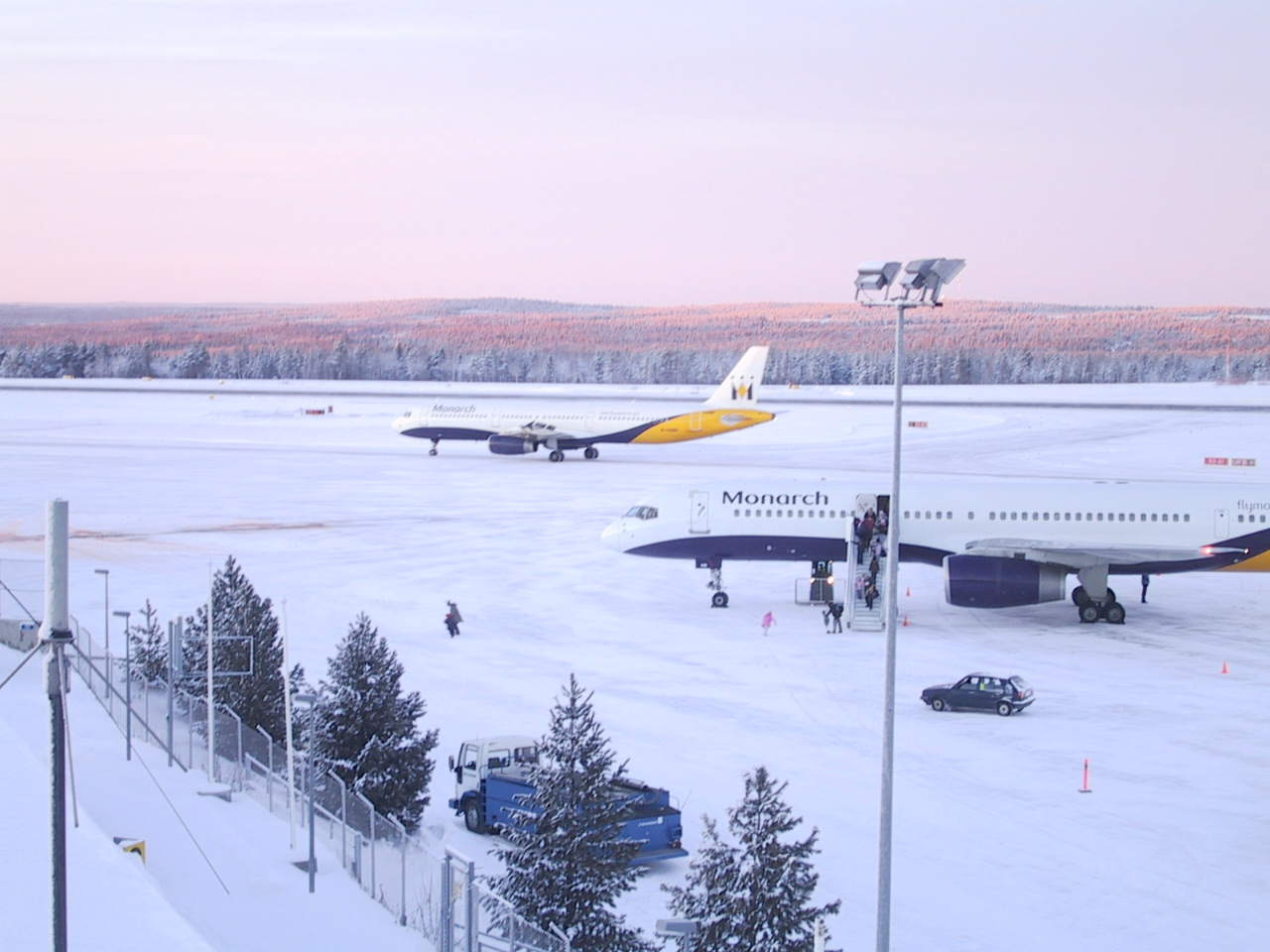
Solsticio de invierno de 2004 en el aeropuerto de Rovaniemi, Círculo Ártico.

## Historia
El aeropuerto fue inaugurado en 1940 con dos pistas de hierba. Durante la Segunda Guerra Mundial el aeropuerto sirvió de base aérea y aeropuerto alternativo de la Luftwaffe alemana. En 2006, el aeropuerto atendió a más de 432.000 pasajeros. La principal estación de vuelos chárter desde Gran Bretaña y muchos otros países europeos es la formada por los meses de diciembre a mediados de enero. 
Los rusos llegan en enero, puesto que sus navidades son más tarde.
Además del tráfico civil, la pista es utilizada por cazas interceptores F-18 de Lapin lennosto (Comandancia Aérea de Laponia). La Rovaniemen vartiolentue (Unidad aérea de fronteras de Laponia) también está ubicado aquí.
El aeropuerto de Rovaniemi es uno de los tres aeropuertos de Finlandia que dispone de pasarelas de acceso a aeronaves (los otros dos son el Aeropuerto de Helsinki-Vantaa y el Aeropuerto de Oulu ). El aeropuerto está gestionado por Finavia. Está conectado con Rovaniemi a través de taxis y hay también un buen número de líneas de bus a diversos puntos de Laponia, incluyendo los principales centros deportivos.

## Aerolíneas y destinos

### Vuelos regulares
| Aerolíneas            | Destinos |
| --------------------- | --- |
| Air France            | Estacional: París-Charles de Gaulle |
| Austrian Airlines     | Estacional: Viena |
| easyJet               | Estacional: Ámsterdam, Brístol, Edimburgo, Londres-Gatwick, Londres-Luton, Mánchester, Milán-Malpensa, Nápoles, París-Charles de Gaulle. |
| Edelweiss Air         | Estacional: Zúrich |
| Eurowings             | Estacional: Berlín, Düsseldorf. |
| Finnair               | Helsinki Estacional: Tromso |
| Iberia                | Estacional: Madrid |
| KLM                   | Estacional: Ámsterdam |
| Luxair                | Estacional: Luxemburgo |
| Norwegian Air Shuttle | Helsinki, Londres-Gatwick |
| Ryanair               | Estacional: Bérgamo, Charleroi, Dublín, Liverpool, Londres-Stansted                                                                      |
| Transavia             | Estacional: Ámsterdam |
| Transavia France      | Estacional: París-Orly |
| TUI Airways           | Estacional: Birmingham, Brístol, Londres-Gatwick, Mánchester, Newcastle.                                                                 |
| Turkish Airlines      | Estacional: Estambul |
| Vueling               | Estacional: Barcelona |

### Chárter
| Aerolíneas             | Destinos                                                                                         |
| ---------------------- | ------------------------------------------------------------------------------------------------ |
| Aegean Airlines        | Estacional, invierno: Atenas                                                                     |
| Arkia Israel Airlines  | Estacional, invierno: Tel Aviv-Ben Gurion                                                        |
| AirExplore             | Estacional, invierno: Atenas, Barcelona, Madrid-Barajas, Milán-Malpensa                          |
| Israir                 | Estacional, invierno: Tel Aviv                                                                   |
| Jet2.com               | Estacional, invierno: Cork, Dublín, East Midlands, Leeds/Bradford, Mánchester                    |
| Privilege Style        | Estacional, invierno: Madrid-Barajas                                                             |
| El Al                  | Estacional, invierno: Tel Aviv                                                                   |
| TAROM                  | Estacional, invierno: Bucarest                                                                   |
| Transavia              | Estacional, invierno: Ámsterdam                                                                  |
| TUI Airlines Nederland | Estacional, invierno: Ámsterdam                                                                  |
| TUI Airways            | Estacional, invierno: Belfast, Birmingham, Bristol, Cardiff, Dublín, Londres-Gatwick, Mánchester |
| UTair Ukraine          | Estacional, invierno: Kiev-Boryspil                                                              |
| Wind Rose Aviation     | Estacional, invierno: Kiev-Boryspil                                                              |

## Estadísticas
Ver fuente y consulta Wikidata.
| Año  | Pasajeros nacionales | Pasajeros internacionales | Total pasajeros | Variación |
| ---- | -------------------- | ------------------------- | --------------- | --------- |
| 2005 | 295,205              | 89,317                    | 384,522         | −2.5%     |
| 2006 | 330,910              | 101,377                   | 432,287         | +12.4%    |
| 2007 | 348,275              | 101,810                   | 450,085         | +4.1%     |
| 2008 | 308,870              | 91,607                    | 400,477         | −11.0%    |
| 2009 | 246,089              | 63,642                    | 309,731         | −22.7%    |
| 2010 | 246,464              | 63,357                    | 309,831         | +0.1%     |
| 2011 | 329,990              | 66,835                    | 396,825         | +28.1%    |
| 2012 | 345,763              | 58,129                    | 403,892         | +1.8%     |
| 2013 | 363,670              | 63,697                    | 427,367         | +5.8%     |
| 2014 | 376,183              | 68,378                    | 444,561         | +4.0%     |
| 2015 | 404,712              | 73,635                    | 478,347         | +7.6%     |
| 2016 | 397,799              | 90,058                    | 487,857         | +2.0%     |
| 2017 | 455,589              | 123,881                   | 579,470         | +18.8%    |
| 2018 | 512,033              | 132,111                   | 644,144         | +11.2%    |
| 2019 | 540,467              | 120,657                   | 661,124         | +2.6%     |
| 2020 | 219,259              | 48,863                    | 268,122         | -59.4%    |
| 2021 | 198,119              | 56,771                    | 254,890         | -4.9%     |
| 2022 | 401,694              | 159,040                   | 560,734         | +120.0%   |